# Madhuca sessilis
Madhuca sessilis är en tvåhjärtbladig växtart som först beskrevs av George King och James Sykes Gamble, och fick sitt nu gällande namn av Charles Baehni. Madhuca sessilis ingår i släktet Madhuca och familjen Sapotaceae. Inga underarter finns listade i Catalogue of Life.